# Angiozentrisches Gliom
Als angiozentrisches Gliom wird ein seltener gutartiger Hirntumor bezeichnet, der im  Jahre 2007 in die WHO-Klassifikation der Tumoren des zentralen Nervensystems aufgenommen und als Grad I eingeordnet wurde.

## Epidemiologie und Klinik
Angiozentrische Gliome sind selten: weltweit wurden bislang weniger als 50 Fälle berichtet. Sie treten insbesondere bei Kindern und jungen Erwachsenen auf, das mittlere Alter bei Diagnosestellung beträgt 17 Jahre. Die Tumoren sind typischerweise oberflächlich im Bereich der Großhirnrinde lokalisiert und machen sich klinisch vor allem durch epileptische Anfälle bemerkbar. In der Kernspintomographie stellen sich angiozentrische Gliome in der FLAIR-Wichtung als gut abgegrenzte hyperintense Tumoren ohne Kontrastmittelaufnahme dar.

## Neuropathologie
Histopathologisch sind für angiozentrische Gliome monomorphe Tumorzellen mit bipolaren Fortsätzen und mit einem angiozentrischen Wachstumsmuster charakteristisch. Immunhistochemisch exprimieren die Tumorzellen das Epitheliale Membranantigen (EMA) und GFAP, aber keine neuronalen Antigene. Die mitotische Aktivität ist niedrig.

## Behandlung und Prognose
Die operative Entfernung des Tumors wirkt sich in der Regel günstig auf die Anfallshäufigkeit aus. Rezidive sind außerordentlich selten.